# Cassinia cunninghamii
Cassinia cunninghamii là một loài thực vật có hoa trong họ Cúc. Loài này được DC. mô tả khoa học đầu tiên năm 1838.